# Mathis Type S e SB
La Type S e la Type SB erano due autovetture rispettivamente di fascia medio-bassa e media, prodotte tra il 1919 ed il 1924 dalla casa automobilistica francese Mathis.

## Profilo
Queste vetture rappresentano la voglia di rialzarsi e di ripartire daccapo dopo gli orrori, i disagi, le difficoltà e le sofferenze patite durante la prima guerra mondiale.
Queste vetture, infatti, pur nascendo da un progetto popolare, risalente ancora a prima del conflitto (il telaio e la meccanica della Type S erano quelli della Mathis Babylette), cercarono di proporsi sia in versioni economiche, sia in versioni più signorili, arrivando a essere disponibili addirittura con carrozzeria landaulet. Vi furono anche le versioni "da lavoro", consistenti in una versione furgonata e una commerciale.
La più economica del lotto era la Type S, proposta come torpedo, berlina e come veicolo commerciale. Nei primi due casi, erano previste configurazioni di carrozzeria addirittura a una sola portiera laterale, il tutto in nome dell'economia. Anche la meccanica rispecchia estrema semplicità: il motore era lo stesso che fu montato a suo tempo sulle ultime Babylette prodotte fra il 1913 e il 1914, vale a dire un 4 cilindri da 1057 cm³ di cilindrata, in grado di erogare 14 CV di potenza massima e di spingere la Type S a una velocità massima compresa tra i 60 ed i 70 km/h. Sempre per quanto riguarda l'economia di produzione, la trasmissione era priva di differenziale sul retrotreno.
Contemporaneamente alla Type S, sempre nel 1919, fu introdotta anche un altro modello, la Type SB. Era una vettura che, pur montando un motore da 1.1 litri, aveva aspirazioni più alte rispetto a quelle della Type S. Come la Type S fu proposta in versione torpedo e berlina, oltre che commerciale. Ma la versione berlina era disponibile sia a una che a due porte, mentre la versione torpedo era disponibile anche nella particolarissima versione Torpedo skiff, dalle linee ispirate a quelle delle imbarcazioni.
La Type SB montava anche un nuovo motore a 4 cilindri, di cilindrata pari a 1130 cm³ e della potenza massima di circa 16 CV. La velocità massima arrivava a 75 km/h.
Rispetto alla Type S, la Type SB era anche provvista di differenziale al retrotreno. Tutte queste migliorie facevano della Type SB una vettura più moderna e raffinata, che nelle versioni a una sola portiera laterale costituivano l'anello di congiunzione tra la semplice Type S e le Type SB più sofisticate.
Nel corso del 1920,la Type SB fu affiancata da due nuovi modelli, la Type SBA e la Type SBL a passo allungato. La meccanica rimase invariata, ma queste ultime due versioni furono proposte in altre nuove carrozzerie, decisamente esclusive, poiché solitamente appannaggio di vetture di fascia molto più alta. Vi furono quindi la torpedo a 4 posti e la limousine a 4 posti per la Type SBA, mentre la Type SBL arrivò a essere resa disponibile addirittura come coupé de ville e come landaulet. La Type SBA fu commercializzata anche in versione commerciale.
Intanto, la Type S continuava a essere prodotta e alla fine del 1920 ricevette un allungamento del passo, passato da 2.18 a 2.3 m.
Alla fine del 1921 fu però tolta di produzione: fu sostituita più in basso dalle Type M e PM e più in alto dalle Type PS ed L con motore a 6 cilindri.
Rimasero in produzione solo le versioni più ricche, le quali utilizzavano un telaio a passo maggiorato rispetto a quello della Type S: in particolare, la Type SBA vantava due varianti di interasse, da 2.6 e da 2.75 m, mentre la Type SBL arrivava addirittura a 2.85 m.
A partire dal 1923, sull'intera gamma furono proposti i freni anteriori come optional. 
Alla fine dello stesso anno, l'intera gamma fu pensionata, per essere sostituita all'inizio dell'anno dopo dalla Type SBO, ultima e definitiva evoluzione dei modelli precedenti: in questo modello, i freni anteriori divennero di serie, mentre le carreggiate furono leggermente allargate. Per il resto, la meccanica era identica a quella delle vetture che l'hanno preceduto. Le carrozzerie disponibili erano la torpedo, la berlina, la limousine e la versione commerciale.
Alla fine del 1924, anche la Type SBO fu tolta di produzione per essere sostituita dalla Type G e dalle sue derivate.